# Come Sunday
Pour plus de détails, voir Fiche technique et Distribution.
Come Sunday est un film américain réalisé par Joshua Marston, sorti en 2018.

## Synopsis
Le pasteur Carlton Pearson prêche que l'enfer n'existe pas et est excommunié par l'Église de Dieu en Christ. Il devient universaliste.

## Fiche technique
- Titre : Come Sunday
- Réalisation : Joshua Marston
- Scénario : Marcus Hinchey d'après le reportage radio de Russell Cobb et Alex Blumberg
- Musique : Tamar-kali
- Photographie : Peter Flinckenberg
- Montage : Malcolm Jamieson
- Production : Ira Glass, Julie Goldstein, Alissa Shipp et James D. Stern
- Société de production : Endgame Entertainment et This American Life
- Pays :  États-Unis
- Genre : Biopic et drame
- Durée : 106 minutes
- Dates de sortie : 
  - Netflix : 13 avril 2018

## Distribution
- Chiwetel Ejiofor (VF : Frantz Confiac) : Carlton Pearson
- Martin Sheen (VF : Philippe Ogouz) : Oral Roberts
- Condola Rashād (VF : Fily Keita) : Gina Pearson, la femme de Carlton
- Jason Segel (VF : Didier Cherbuy) : Henry
- Danny Glover (VF : Frédéric Souterelle) : Quincy Pearson, l'oncle emprisonné de Carlton
- Lakeith Stanfield (VF : Eilias Changuel) : Reggie
- Allie McCulloch : l'avocate
- Joni Bovill : Yvette Flunder
- Stacey Sargeant (VF : Géraldine Asselin) : Nicky Brown
- Vondie Curtis-Hall (VF : Patrick Borg) : J. D. Ellis
- Dustin Lewis : Ron
- Ric Reitz : Richard Roberts
- Greg Lutz : Pat Robertson

## Accueil
Le film a reçu un accueil favorable de la critique. Il obtient un score moyen de 65 % sur Metacritic.